# Seznam dílů seriálu Julie Lescautová
Toto je seznam dílů seriálu Julie Lescautová. Francouzský televizní seriál Julie Lescautová z pera Alexise Lecayea, který se vysílal od 9. ledna 1992 až do 23. ledna 2014 na francouzské televizi TF1. V Česku je seriál známý z obrazovek televizí TV Prima a TV Nova. První až pátou řadu nabídla premiérově TV Prima, šestou řadu pak uvedla TV Nova. Od sedmé řady se seriál vysílal opět na televizi Prima. Seriál sleduje komisařku Julie Lescautovou (Véronique Genestová), která vede tým složený převážně z mužů a zároveň se snaží vychovávat své dcery.
Ve Francii bylo 101 epizod seriálu odvysíláno ve 22 řadách, v Česku však bylo všech 101 epizod rozloženo do 10 řad.

## Přehled řad
| Řada | Díly | Premiéra ve Francii | Premiéra ve Francii | Premiéra v ČR     | Premiéra v ČR     |
| Řada | Díly | První díl           | Poslední díl        | První díl         | Poslední díl      |
| ---- | ---- | ------------------- | ------------------- | ----------------- | ----------------- |
| 1    | 1    | 9. ledna 1992       | 9. ledna 1992       | 5. října 2000     | 5. října 2000     |
| 2    | 3    | 6. května 1993      | 7. října 1993       | 12. října 2000    | 26. října 2000    |
| 3    | 7    | 6. ledna 1994       | 31. října 1994      | 2. listopadu 2000 | 14. prosince 2000 |
| 4    | 6    | 1. ledna 1995       | 23. listopadu 1995  | 21. prosince 2000 | 25. ledna 2001    |
| 5    | 5    | 29. února 1996      | 7. listopadu 1996   | 31. ledna 2001    | 28. února 2001    |
| 6    | 5    | 13. března 1997     | 20. listopadu 1997  | 7. března 2001    | 8. srpna 2001     |
| 7    | 3    | 16. dubna 1998      | 26. listopadu 1998  | 15. srpna 2001    | 29. srpna 2001    |
| 8    | 6    | 18. února 1999      | 28. října 1999      | 5. září 2001      | 19. září 2001     |
| 9    | 8    | 17. února 2000      | 30. listopadu 2000  | 26. září 2001     | 17. října 2001    |
| 10   | 6    | 15. března 2001     | 18. října 2001      | 12. dubna 2003    | 24. května 2003   |
| 11   | 3    | 2. května 2002      | 5. září 2002        | 31. května 2003   | 28. června 2003   |
| 12   | 6    | 3. září 2002        | 2003                | 7. června 2003    | 19. prosince 2003 |
| 13   | 9    | 26. února 2004      | 2004                | 2. ledna 2004     | 15. srpna 2005    |
| 14   | 6    | 2005                | 2005                | 22. srpna 2005    | vysíláno          |
| 15   | 3    | 2006                | 2006                | vysíláno          | vysíláno          |
| 16   | 2    | 2007                | 2007                | vysíláno          | vysíláno          |
| 17   | 4    | 28. února 2008      | 13. listopadu 2008  | vysíláno          | 17. ledna 2010    |
| 18   | 4    | 8. ledna 2009       | 12. listopadu 2009  | 24. ledna 2010    | 16. dubna 2010    |
| 19   | 3    | 14. ledna 2010      | 18. března 2010     | 23. dubna 2010    | 2. března 2012    |
| 20   | 6    | 6. ledna 2011       | 15. prosince 2011   | 9. března 2012    | 5. dubna 2013     |
| 21   | 4    | 12. ledna 2012      | 20. prosince 2012   | 12. dubna 2013    | 2. května 2014    |
| 22   | 4    | 2. ledna 2014       | 23. ledna 2014      | 9. května 2014    | 30. května 2014   |

## Seznam dílů

### První řada (1992)
| Č. v seriálu | Č. v řadě | Původní název | Český název   | Režie            | Scénář        | Premiéra ve Francii | Premiéra v ČR | Pořadí v ČR |
| ------------ | --------- | ------------- | ------------- | ---------------- | ------------- | ------------------- | ------------- | ----------- |
| 1            | 1         | Julie Lescaut | Julie Lescaut | Caroline Huppert | Alexis Lecaye | 9. ledna 1992       | 5. října 2000 | 01x01       |

### Druhá řada (1993)
| Č. v seriálu | Č. v řadě | Původní název    | Český název         | Režie            | Scénář             | Premiéra ve Francii | Premiéra v ČR  | Pořadí v ČR |
| ------------ | --------- | ---------------- | ------------------- | ---------------- | ------------------ | ------------------- | -------------- | ----------- |
| 2            | 1         | Police des viols | Znásilnění          | Caroline Huppert | Alexis Lecaye      | 6. května 1993      | 12. října 2000 | 01x02       |
| 3            | 2         | Harcèlements     | Sexuální obtěžování | Caroline Huppert | Dominique Lancelot | 3. června 1993      | 19. října 2000 | 01x03       |
| 4            | 3         | Trafics          | Špinavé obchody     | Josée Dayan      | Alexis Lecaye      | 7. října 1993       | 26. října 2000 | 01x04       |

### Třetí řada (1994)
| Č. v seriálu | Č. v řadě | Původní název            | Český název               | Režie               | Scénář              | Premiéra ve Francii | Premiéra v ČR     | Pořadí v ČR |
| ------------ | --------- | ------------------------ | ------------------------- | ------------------- | ------------------- | ------------------- | ----------------- | ----------- |
| 5            | 1         | Ville haute, ville basse | Zločin ve vyšších kruzích | Josée Dayan         | Alain Schwartzstein | 6. ledna 1994       | 2. listopadu 2000 | 01x05       |
| 6            | 2         | Rapt                     | Únos                      | Élisabeth Rappeneau | Alexis Lecaye       | 3. února 1994       | 9. října 2000     | 01x06       |
| 7            | 3         | La mort en rose          | Vrah mezi námi            | Élisabeth Rappeneau | Eric Kristy         | 3. března 1994      | 16. října 2000    | 01x07       |
| 8            | 4         | Tableau noir             | Zločin v lyceu            | Josée Dayan         | Eric Kristy         | 5. května 1994      | 23. října 2000    | 01x08       |
| 9            | 5         | Ruptures                 | Rozchod                   | Josée Dayan         | Alexis Lecaye       | 9. června 1994      | 30. října 2000    | 01x09       |
| 10           | 6         | L'enfant témoin          | Malý svědek               | Bettina Woernle     | Uwe Erichsen        | 3. října 1994       | 7. prosince 2000  | 01x10       |
| 11           | 7         | Charité bien ordonnée    | Bližší košile než kabát   | Yvan Butler         | Alain Krief         | 31. října 1994      | 14. prosince 2000 | 01x11       |

### Čtvrtá řada (1995)
| Č. v seriálu | Č. v řadě | Původní název         | Český název          | Režie               | Scénář           | Premiéra ve Francii | Premiéra v ČR     | Pořadí v ČR |
| ------------ | --------- | --------------------- | -------------------- | ------------------- | ---------------- | ------------------- | ----------------- | ----------- |
| 12           | 1         | Rumeurs               | Vražda v bazénu      | Marion Sarraut      | Thomas Saez      | 1. ledna 1995       | 21. prosince 2000 | 01x12       |
| 13           | 2         | Week-end              | Víkend               | Marion Sarraut      | Frédéric Krivine | 16. února 1995      | 28. prosince 2000 | 01x13       |
| 14           | 3         | Recours en grâce      | Trest smrti          | Joyce Buñuel        | Eric Kristy      | 30. března 1995     | 4. ledna 2001     | 02x01       |
| 15           | 4         | La fiancée assassinée | Zavražděná snoubenka | Élisabeth Rappeneau | Alexis Lecaye    | 18. května 1995     | 11. ledna 2001    | 02x02       |
| 16           | 5         | Double rousse         | Dávná nenávist       | Élisabeth Rappeneau | Mireille Lanteri | 19. října 1995      | 18. ledna 2001    | 02x03       |
| 17           | 6         | Bizutage              | Křest nováčků        | Alain Bonnot        | Laurent Vachaud  | 23. listopadu 1995  | 25. ledna 2001    | 02x04       |

### Pátá řada (1996)
| Č. v seriálu | Č. v řadě | Původní název          | Český název         | Režie        | Scénář                           | Premiéra ve Francii | Premiéra v ČR  | Pořadí v ČR |
| ------------ | --------- | ---------------------- | ------------------- | ------------ | -------------------------------- | ------------------- | -------------- | ----------- |
| 18           | 1         | Propagande noire       | Mrtvola na kolejích | Alain Bonnot | Thomas Saez                      | 29. února 1996      | 31. ledna 2001 | 02x05       |
| 19           | 2         | Crédit revolver        | Revolver na úvěr    | Josée Dayan  | Éric Kristy                      | 28. března 1996     | 7. února 2001  | 02x06       |
| 20           | 3         | La fête des mères      | Vrah z parkoviště   | Josée Dayan  | Frédéric Krivine                 | 25. dubna 1996      | 14. února 2001 | 02x07       |
| 21           | 4         | Femmes en danger       | Ženy v nebezpečí    | Jacob Berger | Alexis Lecaye                    | 3. října 1996       | 21. února 2001 | 02x08       |
| 22           | 5         | Le secret des origines | Obchod s dětmi      | Josée Dayan  | Alexis Lecaye a François Peroche | 7. listopadu 1996   | 28. února 2001 | 02x09       |

### Šestá řada (1997)
| Č. v seriálu | Č. v řadě | Původní název          | Český název           | Režie                | Scénář          | Premiéra ve Francii | Premiéra v ČR   | Pořadí v ČR |
| ------------ | --------- | ---------------------- | --------------------- | -------------------- | --------------- | ------------------- | --------------- | ----------- |
| 23           | 1         | Travail fantôme        | Případ z pouti        | Alain Wermus         | Quentin Lemaire | 13. března 1997     | 7. března 2001  | 02x10       |
| 24           | 2         | Abus de pouvoir        | Touha po pomstě       | Alain Wermus         | Alexis Lecaye   | 17. dubna 1997      | 14. března 2001 | 02x11       |
| 25           | 3         | Cellules mortelles     | Cely smrti            | Charlotte Brändström |                 | 25. září 1997       | 21. března 2001 | 02x12       |
| 26           | 4         | Mort d'un petit soldat | Smrt vojáčka          | Charlotte Brändström | Alexis Lecaye   | 23. října 1997      | 28. března 2001 | 02x13       |
| 27           | 5         | Question de confiance  | Loupež v supermarketu | Alain Wermus         |                 | 20. listopadu 1997  | 8. srpna 2001   | 03x01       |

### Sedmá řada (1998)
| Č. v seriálu | Č. v řadě | Původní název      | Český název     | Režie          | Scénář                         | Premiéra ve Francii | Premiéra v ČR  | Pořadí v ČR |
| ------------ | --------- | ------------------ | --------------- | -------------- | ------------------------------ | ------------------- | -------------- | ----------- |
| 28           | 1         | Les fugitives      | Na útěku        | Alain Wermus   | Alexis Martin a Patrick Pessis | 16. dubna 1998      | 15. srpna 2001 | 03x02       |
| 29           | 2         | Bal masqué         | Rej masek       | Gilles Béhat   | Thierry Wong a Pierre Forette  | 24. září 1998       | 22. srpna 2001 | 03x03       |
| 30           | 3         | Piège pour un flic | Mrtvý ze stavby | Pascale Dallet |                                | 26. listopadu 1998  | 29. srpna 2001 | 03x04       |

### Osmá řada (1999)
| Č. v seriálu | Č. v řadě | Původní název      | Český název       | Režie          | Scénář            | Premiéra ve Francii | Premiéra v ČR | Pořadí v ČR |
| ------------ | --------- | ------------------ | ----------------- | -------------- | ----------------- | ------------------- | ------------- | ----------- |
| 31           | 1         | Arrêt de travail   | Past na policajta | Pascale Dallet | Charlotte Oubitza | 18. února 1999      | 5. září 2001  | 03x05       |
| 32           | 2         | Interdit au public | Smrt v továrně    | Gilles Béhat   | Marie Guilmineau  | 29. dubna 1999      | 12. září 2001 | 03x06       |
| 33           | 3         | L'affaire Darzac   | Případ Darzac     | Alain Wermus   |                   | 28. října 1999      | 19. září 2001 | 03x07       |

### Devátá řada (2000)
| Č. v seriálu | Č. v řadě | Původní název              | Český název             | Režie          | Scénář             | Premiéra ve Francii | Premiéra v ČR  | Pořadí v ČR |
| ------------ | --------- | -------------------------- | ----------------------- | -------------- | ------------------ | ------------------- | -------------- | ----------- |
| 34           | 1         | L'école du crime           | Škola zločinu           | Alain Wermus   | Stéphane Kaminka   | 17. února 2000      | 26. září 2001  | 03x08       |
| 35           | 2         | Délit de justice           | Zločin v soudním paláci | Daniel Janneau |                    | 23. března 2000     | 3. října 2001  | 03x09       |
| 36           | 3         | Les surdoués               | Žhář                    | Stéphane Kurc  | Laurence Condroyer | 27. dubna 2000      | 10. října 2001 | 03x10       |
| 37           | 4         | L'inconnue de la nationale | Neznámá ze silnice      | Daniel Janneau | Stéphane Kaminka   | 25. května 2000     | 5. dubna 2003  | 04x01       |
| 38           | 5         | L'ex de Julie              | Dávná láska             | Pascale Dallet | Charlotte Oubitza  | 31. srpna 2000      | 24. října 2001 | 03x12       |
| 39           | 6         | Destins croisés            | Nebezpečná křižovatka   | Alain Wermus   | Paul Irrtum        | 28. září 2000       | 19. dubna 2003 | 04x03       |
| 40           | 7         | La mort de Jeanne          | Jeannina smrt           | Daniel Janneau | Béatrice Colombier | 26. října 2000      | 31. října 2001 | 03x13       |
| 41           | 8         | Soupçon d'euthanasie       | Případ eutanázie        | Pascale Dallet | Stéphane Kaminka   | 30. listopadu 2000  | 17. října 2001 | 03x11       |

### Desátá řada (2001)
| Č. v seriálu | Č. v řadě | Původní název          | Český název                    | Režie          | Scénář           | Premiéra ve Francii | Premiéra v ČR   | Pořadí v ČR |
| ------------ | --------- | ---------------------- | ------------------------------ | -------------- | ---------------- | ------------------- | --------------- | ----------- |
| 42           | 1         | Le secret de Julie     | Tajemství komisařky Lescautové | Alain Wermus   | Alexis Lecaye    | 15. března 2001     | 12. dubna 2003  | 04x02       |
| 43           | 2         | La nuit la plus longue | Nejdelší noc                   | Pierre Aknine  | Alexis Lecay     | 19. dubna 2001      | 26. dubna 2003  | 04x04       |
| 44           | 3         | A couteaux tirés       | Smrtící nože                   | Pierre Aknine  | Stéphane Kaminka | 3. května 2001      | 3. května 2003  | 04x05       |
| 45           | 4         | Beauté fatale          | Osudová krása                  | Alain Wermus   | Isabel Sebastian | 31. května 2001     | 10. května 2003 | 04x06       |
| 46           | 5         | Disparitions           | Zmizení                        | Alain Wermus   | Luc Goldenberg   | 5. července 2001    | 17. května 2003 | 04x07       |
| 47           | 6         | Récidive               | Recidiva                       | Vincent Monnet | Stéphane Kaminka | 18. října 2001      | 24. května 2003 | 04x08       |

### Jedenáctá řada (2002)
| Č. v seriálu | Č. v řadě | Původní název             | Český název              | Režie            | Scénář                | Premiéra ve Francii | Premiéra v ČR   | Pořadí v ČR |
| ------------ | --------- | ------------------------- | ------------------------ | ---------------- | --------------------- | ------------------- | --------------- | ----------- |
| 48           | 1         | Une jeune fille en danger | Smrt účetního            | Klaus Biedermann | Alexis Lecaye         | 2. května 2002      | 31. května 2003 | 04x09       |
| 49           | 2         | Amour blessé              | Zlomené srdce            | Klaus Biedermann | Jean-Baptiste Delafon | 4. července 2002    | 14. června 2003 | 04x11       |
| 50           | 3         | Jamais deux sans trois    | Do třetice všeho dobrého | Alain Wermus     | Stéphane Kaminka      | 5. září 2002        | 28. června 2003 | 04x13       |

### Dvanáctá řada (2002–2003)
| Č. v seriálu | Č. v řadě | Původní název         | Český název                 | Režie            | Scénář                        | Premiéra ve Francii | Premiéra v ČR      | Pořadí v ČR |
| ------------ | --------- | --------------------- | --------------------------- | ---------------- | ----------------------------- | ------------------- | ------------------ | ----------- |
| 51           | 1         | La Tentation de Julie | Juliino pokušení            | Klaus Biedermann | Charlotte Oubitza             | 3. září 2002        | 7. června 2003     | 04x10       |
| 52           | 2         | Le Voyeur             | Voyeur                      | Alain Wermus     | Alexis Lecaye                 | 21. října 2002      | 21. června 2003    | 04x12       |
| 53           | 3         | Soupçons              | Inspektor Motta v podezření | Pascale Dallet   | Jean-Baptiste Delafon         | 28. října 2002      | 28. listopadu 2003 | 05x01       |
| 54           | 4         | Pirates               | Piráti silnic               | Pascale Dallet   | Serge Arnault                 | 10. listopadu 2002  | 5. prosince 2003   | 05x02       |
| 55           | 5         | Hors-la-loi           | Smrt klenotníka             | Bernard Uzan     | Charlotte Oubitza             | 4. května 2003      | 12. prosince 2003  | 05x03       |
| 56           | 6         | Vengeances            | Smrt v parku                | Bernard Uzan     | Manon Dillys a Simon Jablonka | 2003                | 19. prosince 2003  | 05x04       |

### Třináctá řada (2004)
| Č. v seriálu | Č. v řadě | Původní název                      | Český název                | Režie              | Scénář                         | Premiéra ve Francii | Premiéra v ČR   | Pořadí v ČR |
| ------------ | --------- | ---------------------------------- | -------------------------- | ------------------ | ------------------------------ | ------------------- | --------------- | ----------- |
| 57           | 1         | Un homme disparaît                 | Zmizelý                    | Alain Wermus       | Jean-Baptiste Delafon          | 26. února 2004      | 2. ledna 2004   | 05x05       |
| 58           | 2         | Un meurtre peut en cacher un autre | Zrádné pátrání v minulosti | Alain Wermus       | Stéphane Kaminka a Alain Stern | 25. března 2004     | 10. května 2004 | 05x06       |
| 59           | 3         | Secrets d'enfants                  | Tajemství dětí             | Dominique Tabuteau | Simon Jablonka a Manon Dillys  | 3. června 2004      | 17. května 2004 | 05x07       |
| 60           | 4         | Affaire privée                     | Soukromá aféra             | Dominique Tabuteau | Jean-Marc Rudnicki             | 9. září 2004        | 24. května 2004 | 05x08       |
| 61           | 5         | Sans pardon                        | Bez pardonu                | Luc Goldenberg     | Charlotte Oubitza              | 2004                | 31. května 2004 | 05x09       |
| 62           | 6         | L'Affaire Lerner                   | Aféra Lerner               | Luc Goldenberg     | Jean-Baptiste Delafon          | 28. října 2004      | 7. června 2004  | 05x10       |
| 63           | 7         | Le Mauvais Fils                    | Zlobivý syn                | Alain Wermus       | Jean-Marc Rudnicki             | 2004                | 15. srpna 2005  | 05x11       |

### Čtrnáctá řada (2005)
| Č. v seriálu | Č. v řadě | Původní název     | Český název                       | Režie          | Scénář                         | Premiéra ve Francii | Premiéra v ČR  | Pořadí v ČR |
| ------------ | --------- | ----------------- | --------------------------------- | -------------- | ------------------------------ | ------------------- | -------------- | ----------- |
| 64           | 1         | L'Orphelin        | Sirotek                           | Alain Wermus   | Alexis Lecaye                  | 2005                | 22. srpna 2005 | 05x12       |
| 65           | 2         | Mission spéciale  | Zvláštní mise                     | Bernard Uzan   | Jean-Baptiste Delafon          | 2005                | 2005           | 05x13       |
| 66           | 3         | Double vie        | Dvojí život                       | Bernard Uzan   | Manon Dillys                   | 2005                | vysíláno       | 06x01       |
| 67           | 4         | Justice est faite | Spravedlnosti bylo učiněno zadost | Luc Goldenberg | Stéphane Kaminka a Alain Stern | 2005                | vysíláno       | 06x02       |
| 68           | 5         | Frères d'armes    | Bratři ve zbrani                  | Luc Goldenberg | Thomas Saez                    | 2005                | vysíláno       | 06x03       |
| 69           | 6         | Faux semblants    | Klamné zdání                      | Alain Wermus   | Manon Dillys                   | 2005                | vysíláno       | 06x04       |

### Patnáctá řada (2006)
| Č. v seriálu | Č. v řadě | Původní název          | Český název        | Režie          | Scénář           | Premiéra ve Francii | Premiéra v ČR | Pořadí v ČR |
| ------------ | --------- | ---------------------- | ------------------ | -------------- | ---------------- | ------------------- | ------------- | ----------- |
| 70           | 1         | Instinct paternel      | Otcovský instinkt  | Alain Wermus   | Simon Jablonka   | 2006                | vysíláno      | 06x05       |
| 71           | 2         | Dangereuses rencontres | Nebezpečné schůzky | Daniel Janneau | Daniel Janneau   | 2006                | vysíláno      | 06x07       |
| 72           | 3         | Une affaire jugée      | Jasný případ       | Daniel Janneau | François Peroche | 2006                | vysíláno      | 06x06       |

### Šestnáctá řada (2007)
| Č. v seriálu | Č. v řadě | Původní název          | Český název      | Režie          | Scénář                | Premiéra ve Francii | Premiéra v ČR | Pořadí v ČR |
| ------------ | --------- | ---------------------- | ---------------- | -------------- | --------------------- | ------------------- | ------------- | ----------- |
| 73           | 1         | Le droit de tuer       | Právo zabíjet    | Daniel Janneau | Jean-Baptiste Delafon | 2007                | vysíláno      | 06x09       |
| 74           | 2         | L'affaire du procureur | Kauza prokurátor | Daniel Janneau | Eric Eider            | 2007                | vysíláno      | 06x08       |
| 75           | 3         | Ecart de conduite      | Vybočení z mezí  | Daniel Janneau | Jean-Marc Rudnicki    | 2007                | vysíláno      | 06x10       |
| 76           | 4         | Une nouvelle vie       | Nový život       | Daniel Janneau | Charlotte Oubitza     | 2007                | vysíláno      | 06x11       |

### Sedmnáctá řada (2008)
| Č. v seriálu | Č. v řadě | Původní název          | Český název         | Režie             | Scénář                                  | Premiéra ve Francii | Premiéra v ČR  | Pořadí v ČR |
| ------------ | --------- | ---------------------- | ------------------- | ----------------- | --------------------------------------- | ------------------- | -------------- | ----------- |
| 77           | 1         | Julie à Paris          | Julie v Paříži      | Eric Summer       | Alexis Lecaye                           | 28. února 2008      | vysíláno       | 06x12       |
| 78           | 2         | Défendre jusqu'au bout | Do posledního dechu | Eric Summer       | Charlotte Oubitza                       | 10. dubna 2008      | vysíláno       | 06x13       |
| 79           | 3         | Prédateurs             | Predátoři           | Jean-Michel Fages | Camille Bordes-Resnais a Alexis Lecaye  | 2. října 2008       | 10. ledna 2010 | 07x01       |
| 80           | 4         | Alerte Enlèvement      | Únos                | Pierre Aknine     | Marie-Pierre Thomas a Fabrice de Costil | 13. listopadu 2008  | 17. ledna 2010 | 07x02       |

### Osmnáctá řada (2009)
| Č. v seriálu | Č. v řadě | Původní název     | Český název   | Režie             | Scénář                                   | Premiéra ve Francii | Premiéra v ČR  | Pořadí v ČR |
| ------------ | --------- | ----------------- | ------------- | ----------------- | ---------------------------------------- | ------------------- | -------------- | ----------- |
| 81           | 1         | Fragiles          | Křehké duše   | Jean-Michel Fages | Jean-Marie Chavent a Solen Roy-Pagenault | 8. ledna 2009       | 24. ledna 2010 | 07x03       |
| 82           | 2         | Volontaires       | Dobrovolníci  | Jean-Michel Fages | Christophe Mordellet a François Peroche  | 5. března 2009      | 31. ledna 2010 | 07x04       |
| 83           | 3         | Les intouchables  | Nedotknutelný | Alain Choquart    |                                          | 3. září 2009        | 9. dubna 2010  | 07x05       |
| 84           | 4         | Passions aveugles | Slepá vášeň   | Alain Choquart    | Thomas Luntz a Jean-Marie Chavent        | 12. listopadu 2009  | 16. dubna 2010 | 07x06       |

### Devatenáctá řada (2010)
| Č. v seriálu | Č. v řadě | Původní název      | Český název      | Režie              | Scénář                             | Premiéra ve Francii | Premiéra v ČR  | Pořadí v ČR |
| ------------ | --------- | ------------------ | ---------------- | ------------------ | ---------------------------------- | ------------------- | -------------- | ----------- |
| 85           | 1         | La morte invisible | Neviditelná smrt | Thierry Petit      | Alexis Lecaye                      | 14. ledna 2010      | 23. dubna 2010 | 07x07       |
| 86           | 2         | Contre la montre   | Časovka          | Jérôme Navarro     | Anne Rambach a Marine Rambach      | 18. února 2010      | 30. dubna 2010 | 07x08       |
| 87           | 3         | Rédemption         | Vykoupení        | Dominique Tabuteau | Emmanuelle Chamussy a Ivan Piettre | 18. března 2010     | 2. března 2012 | 08x01       |

### Dvacátá řada (2011)
| Č. v seriálu | Č. v řadě | Původní název              | Český název          | Režie              | Scénář                                          | Premiéra ve Francii | Premiéra v ČR   | Pořadí v ČR |
| ------------ | --------- | -------------------------- | -------------------- | ------------------ | ----------------------------------------------- | ------------------- | --------------- | ----------- |
| 88           | 1         | Immunité diplomatique      | Diplomatická imunita | Didier Delaître    |                                                 | 6. ledna 2011       | 9. března 2012  | 08x02       |
| 89           | 2         | Sortie de Seine            | Ve stínu Eiffelovky  | Christophe Barbier | Robin Barataud, Jean Reynard a Pierre-Yves Mora | 13. ledna 2011      | 16. března 2012 | 08x03       |
| 90           | 3         | La mariée du Pont-Neuf     | Poslední plavba      | Christophe Barbier | Frederika Patard                                | 2. června 2011      | 23. března 2012 | 08x04       |
| 91           | 4         | Faux coupable              | Falešný viník        | Thierry Petit      | Jean-Marie Chavent a Thomas Luntz               | 1. prosince 2011    | 30. března 2012 | 08x05       |
| 92           | 5         | Pour solde de tous comptes | Účtování             | Thierry Petit      | Robin Barataud a Jean Reynard                   | 8. prosince 2011    | 6. dubna 2012   | 08x06       |
| 93           | 6         | Les risques du métier      | Riziko povolání      | Christian Bonnet   | Frederika Patard a Jean-André Yerles            | 15. prosince 2011   | 5. dubna 2013   | 09x01       |

### Dvacátá první řada (2012)
| Č. v seriálu | Č. v řadě | Původní název             | Český název       | Režie            | Scénář                                  | Premiéra ve Francii | Premiéra v ČR  | Pořadí v ČR |
| ------------ | --------- | ------------------------- | ----------------- | ---------------- | --------------------------------------- | ------------------- | -------------- | ----------- |
| 94           | 1         | Pauvre petite fille riche | Zlatá mládež      | Alain Choquart   | Fabienne Facco a Armelle Robert         | 12. ledna 2012      | 12. dubna 2013 | 09x02       |
| 95           | 2         | Cougar                    | Odkvétající krása | Christian Bonnet | Nadège de Miroschedji                   | 6. prosince 2012    | 19. dubna 2013 | 09x03       |
| 96           | 3         | L'aveu                    | Přiznání          | Christian Bonnet | Angèle Herry-Leclerc a Pierre-Yves Mora | 13. prosince 2012   | 26. dubna 2013 | 09x04       |
| 97           | 4         | Sortez les violons        | Smrt houslistky   | Alain Choquart   | Sylvie Coquart                          | 20. prosince 2012   | 2. května 2014 | 10x01       |

### Dvacátá druhá řada (2013–2014)
| Č. v seriálu | Č. v řadě | Původní název  | Český název     | Režie          | Scénář                            | Premiéra ve Francii | Premiéra v ČR   | Pořadí v ČR |
| ------------ | --------- | -------------- | --------------- | -------------- | --------------------------------- | ------------------- | --------------- | ----------- |
| 98           | 1         | Les disparus   | Ztracení        | Alain Choquart | Brigitte Laude a Stéphane Kaminka | 2. ledna 2014       | 9. května 2014  | 10x02       |
| 99           | 2         | L'ami perdu    | Ztracený přítel | René Manzor    | Jean-André Yerles a Alexis Lecaye | 9. ledna 2014       | 16. května 2014 | 10x03       |
| 100          | 3         | Tragédie       | Tragédie        | René Manzor    | Alain Stern a Fabienne Facco      | 16. ledna 2014      | 23. května 2014 | 10x04       |
| 101          | 4         | Mère et Filles | Matka a dcery   | René Manzor    | Pascal Perbet a Jean-André Yerles | 23. ledna 2014      | 30. května 2014 | 10x05       |